# Język seko padang
Język seko padang, także: seko, wono (Sua Tu Padang) – język austronezyjski używany w prowincji Celebes Południowy w Indonezji (kecamatan Limbong, kabupaten Luwu Utara). Według danych z 1985 roku posługuje się nim 5 tys. osób. Znaczna część ludu Seko Padang osiedliła się w centralnym Sulawesi (dolina Palolo). 
Wyróżnia się dwa dialekty: lodang, hono’ (wono). Wraz z językami seko tengah, budong-budong i panasuan tworzy grupę seko w ramach języków południowocelebeskich.
Według doniesień z 2011 r. pozostaje w powszechnym użyciu i nie jest zagrożony wymarciem. Ludność ta posługuje się także językiem indonezyjskim. Dla społeczności Uma seko padang służy jako język drugi.
Jest zapisywany alfabetem łacińskim.